# Pierre A. Riffard

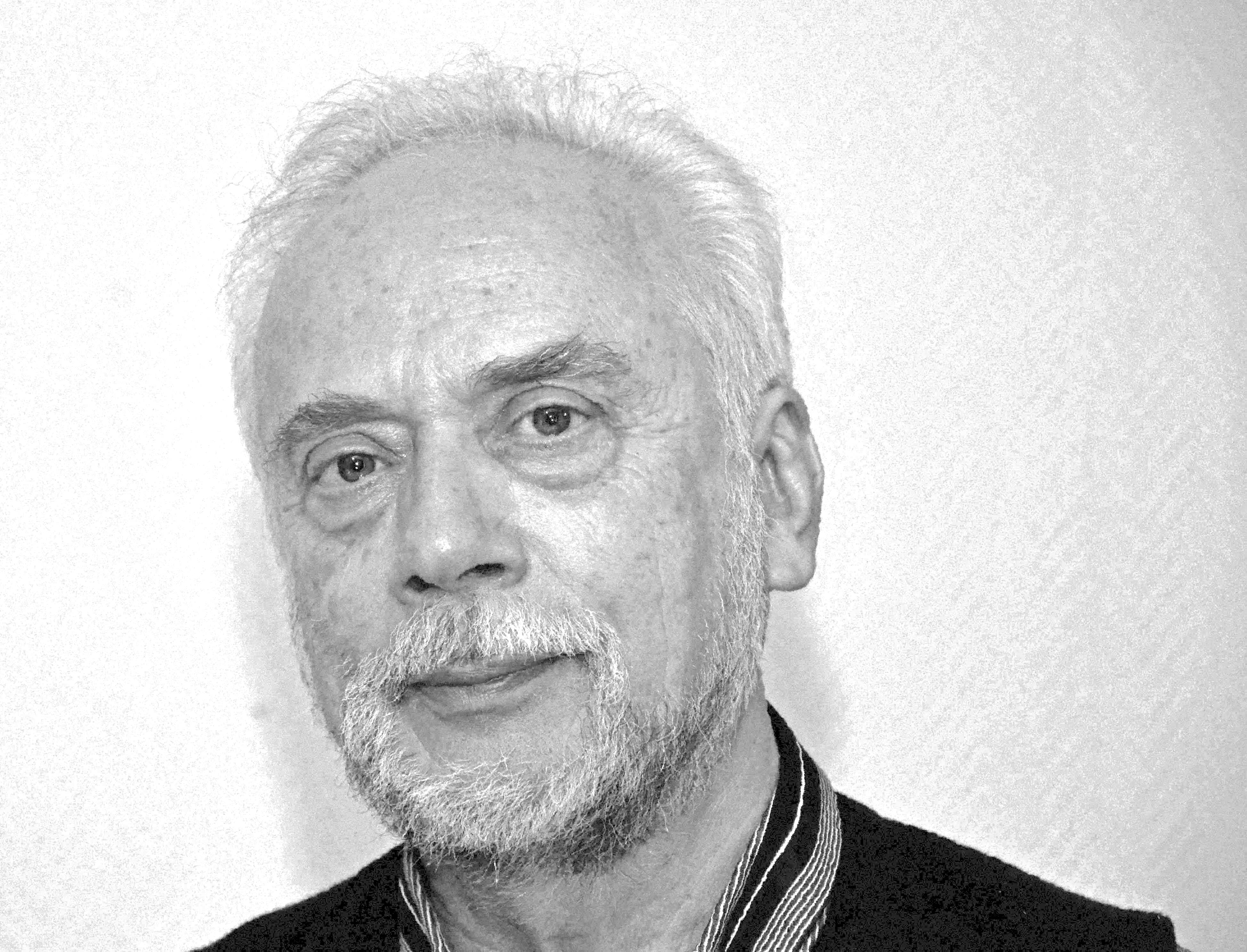
Pierre A. Riffard

Pierre A. Riffard es un filósofo francés especializado en esoterismo. Nacido en Toulouse (Francia), trabaja como profesor de pedagogía y filosofía en la Universidad de las Antillas Francesas y de la Guayana Francesa. Dedicado a la enseñanza en el extranjero o ultramar: Asia, Oceanía, África, Sudamérica.

## Esoterismo
El esoterismo es para Pierre A. Riffard “una enseñanza oculta, doctrina o teoría, técnica o procedimiento, de expresión simbólica, de orden metafísico, de intención iniciática. El druidismo, el Compagnonnage (el sistema tradicional francés de formación de artesanos), y la alquimia son esoterismos”.

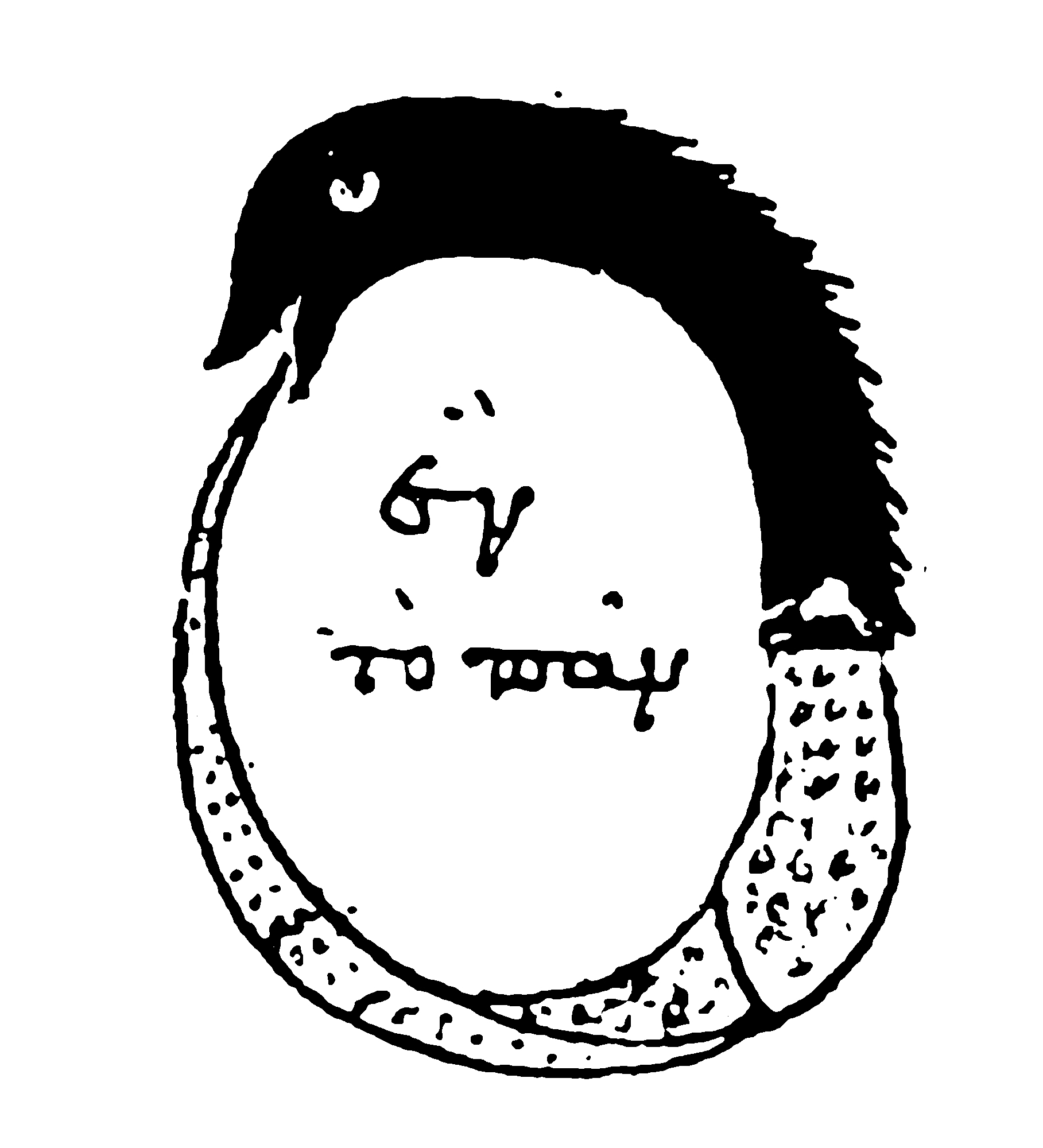
uróboros, Ἓν τὸ πᾶν, « Uno el Todo » (Zósimo de Panópolis)

Pierre A. Riffard defendió una tesis de 3er ciclo en filosofía sobre la fórmula griega Έν καì Πãν (“El Uno y el Todo”) y a continuación, una tesis de Estado en letras sobre la idea de esoterismo (L'Idée d'ésotérisme, 1987, París 1 Sorbona), tras haber realizado investigaciones sobre el ocultismo.
Autor de un diccionario de esoterismo (Dictionnaire de l'ésotérisme, 1983 : Diccionario del esoterismo, 1987) que sienta cátedra en este ámbito, escribió para la colección “Bouquins”, de las ediciones Robert Laffont, dos grandes volúmenes, uno de ellos dedicado al esoterismo en general y titulado L'ésotérisme. Qu'est-ce que l'ésotérisme ? (1990 : ¿Qué es el esoterismo?, 2001); el otro, a los esoterismos no occidentales y titulado Ésotérismes d'ailleurs [“Esoterismos de otros lugares”] (1997). Según él, existen nueve constantes principales para definir un esoterismo:
1. la disciplina del arcano (guardar el secreto). Evangelio: « No deis lo santo a los perros, ni echéis vuestras perlas delante de los cerdos, no sea que las huellen con sus patas, y volviéndose os despedacen.»[3]
2. la impersonalidad del autor (marcar el aspecto sobrehumano del mensaje)
3. la oposición entre lo esotérico y lo exotérico (distinguir al iniciado del no iniciado, lo oculto de lo manifiesto)
4. lo sutil (admitir planes de realidad invisibles, superiores: aura, cuerpo etérico, influencias astrales, ondas telúricas, ángeles guardianes…)
5. las analogías y correspondencias (hacer resonar todas las partes del universo: macrocosmos y microcosmos. “La doctrina de las analogías y correspondencias, presente en todos los esoterismos, sostiene que el Todo es Uno, que sus neveles son conjuntos equivalentes cuyos elementos se corresponden término a término, de suerte que un elemento de un conjunto representra simbólicamente a, e influye, por simpatía sobre, un elemento de otro conjunto ; par ej., el Sol en el reino mineral es el Leó en el reino animal.”
6. el número formal (elegir la aritmética simbólica como clave por excelencia: número áureo, ciclos cósmicos, cábala de la gematría, métrica en la poesía, ritmos en la música...). Pitágoras : “Las cosas son números.”[4]
7. las ciencias ocultas (pensar en la interpretación espiritual de los textos, la lectura del “Libro de la naturaleza” o del Registro akásico, la teosofía, los estudios sobre la vida después de la muerte, el más allá…)
8. las artes ocultas (utilizar alquimia, astrología, adivinación, magia, medicina oculta)
9. por último y sobre todo, la iniciación (entrar en busca del perfeccionamiento, de la liberación espiritual para los demás, para uno mismo o más bien para el UNO MISMO).

En otras palabras, 
“Un esoterismo es una enseñanza que adopta la forma de una doctrina secreta o de una organización iniciática, de una práctica espiritual o de un arte oculto”.
En cuanto a la forma, un esotérico tiene su secreto: el fingimiento, la paralipsis. Finge no decir nada cuando, como si tal cosa, revela “no diré nada de la naturaleza sagrada de la sexualidad”: dicho queda). Por ejemplo, los símbolos como la manzana o la serpiente enroscada abundan en índices y claves sobre la sexualidad. Sin embargo, parecen oscurecer el discurso o la imagen.
En cuanto al fondo, el esotérico también tiene su secreto: la reversión. Invierte las ideas ordinarias, vuelca los comportamientos banales, sacude las emociones comunes, para volver al origen. Por ejemplo, el kundalinī yoga hace subir la energía sexual a la cabeza, el alquimista vuelve a la materia primordial, cuando todo se vuelve posible y poderoso.
En cuanto al sentido, el esotérico no tiene secretos, se limita a adoptar un modo de vida, el que privilegia el interior de las cosas. Por ejemplo, en el amor, prefiere un estado de consciencia superior al goce sexual. En alquimia, enfatiza la imagen solar del oro por encima de su valor comercial. 
“Riffard's approach may thus be characterized as universalist, religionistic, and trans-historical” (“El enfoque de Riffard puede caracterizarse así de universalista, religionista y transhistórico”) -Wouter J. Hanegraaff.

## Filosofía
Pierre A. Riffard publicaba recientemente, en las “Presses Universitaires de France”, diversos ensayos (Les philosophes: vie intime, 2004 : Filósofos: vida íntima, 2007 ; Philosophie matin, midi et soir [“Filosofía mañana, mediodía y noche”], 2006), dedicados al modo de vida de los filósofos, desde un punto de vista psicológico y sociológico. En Filósofos: vida íntima, atrae la atención sobre determinados rasgos humanos del filósofo, que son generalmente pasados por alto, desde Thalès hasta Sartre:
1. un hándicap: ser mujer. De una lista oficial de 305 filósofos clásicos, únicamente encontramos en 1991 una mujer (Hannah Arendt).
2. una ocasión: ser expatriado. Más del 13% de los filósofos han nacido en el extranjero, en las colonias. Más del 54% de los filósofos han vivido en el extranjero.
3. una ventaja: ser huérfano. El 68% de los grandes filósofos son huérfanos a los cinco años.
4. sin precocidad. De media estadística, la primera obra se publica a los 27 años, la obra maestra a los 42.
5. la aceptación de la lengua culturalmente dominante. Hay que hacerse escuchar en una lengua sabia. El 23% de los grandes filósofos han hablado latín (hasta 1889), el 21% griego y francés, el 13% inglés (esta lengua se vuelve predominante).
6. el rechazo de la religión ideológicamente dominante. Se entra en la filosofía como si se entrara en la Mafia, con un asesinato, el del Dios de entonces, de las creencias del momento.  Los grandes filósofos son cristianos en un 51%, sin religión en un 27%, paganos en un 19%.
7. torpezas en el terreno del amor. La exaltación amorosa no entra en un programa filosófico (salvo para Auguste Comte). Giordano Bruno: “Respecto a las mujeres, si hay algo que estoy seguro de detestar, es ese amor hecho de voluptuosidad ardiente y desordenada que algunos les tienen, entregándose à él hasta tal punto que su talento se convierte en su esclavo, dejado cautivos tanto esos talentos como los actos más nobles de su vida intelectual.”[8]
8. riesgos de locura. Un buen filósofo domina sus locuras: melancolía de Heráclito, maniaco depresión de Auguste Comte, ansiedad de Hegel, paranoia de Jean-Jacques Rousseau, meningoencefalitis sifilítica de Nietzsche…
9. capacidad para vencer a la enfermedad. Muchos filósofos sufren de alguna afección pero la vencen, ya tengan una nefritis (Epicuro), cálculos renales (Montaigne), parálisis (Blaise Pascal, Feyerabend), problemas de vista (Demócrito, Plotino, Condillac, Cournot, Gonseth)...
10. documentos de identidad oscuros. Los filósofos juegan mucho con los nombres de autor, el anonimato, etc. Descartes y Kierkegaard avanzan protegidos tras una máscara.
11. multitud de identidades profesionales distintas. El 43,7% de los filósofos fueron maestros, otros religiosos (20,9%), políticos (9,3%), sin profesión (4,9%), médicos (4%), abogados o juristas (3,1%), editores o periodistas (3,1%), ninguno de ellos o casi ninguno optó por ser artesano (Henry David Thoreau) o agricultor (Gustave Thibon) o marino (Michel Serres).
12. ¡los pies! Aristotélico = περιπατητικός, peripatético= paseante. Nietzsche: “Sólo los pensamientos que nos vienen a la mente mientras caminamos tienen valor.”[9]
13. por supuesto, una cabeza (una cabeza o dos, o tres, si el filósofo cambia de filosofía, como Schelling, Wittgenstein, Carnap). Un gran filósofo se muestra al mundo mediante una vasta memoria semántica personal y una obsesión metafísica universal.

“La filosofía es como un cascanueces. Algunas personas sólo logran pillarse los dedos con él; los profesionales le dan mil y un vueltas y, por último, afortunadamente, también están las personas que se sirven de él para abrir estas maravillosas nueces que son los pensamientos. Filosofar está bien, filosofar en uno mismo, está mejor. Filosofar en uno mismo cada día sobre lo cotidiano, sobre lo banal, es lo mejor.”
“La visión que tiene Pierre Riffard del filósofo es la de un ser sometido a fuerzas opuestas: el análisis y la síntesis, lo singular y lo universal, la certeza y la duda.” (“La vision qu'a Pierre Riffard du philosophe est celle d'un être tiraillé par des sollicitations contraires : analyse et synthèse, le singulier et l'universel, certitude et doute.”) -Thomas Régnier.

## Tanatología
La tanatología es una disciplina que estudia la muerte en los seres humanos.

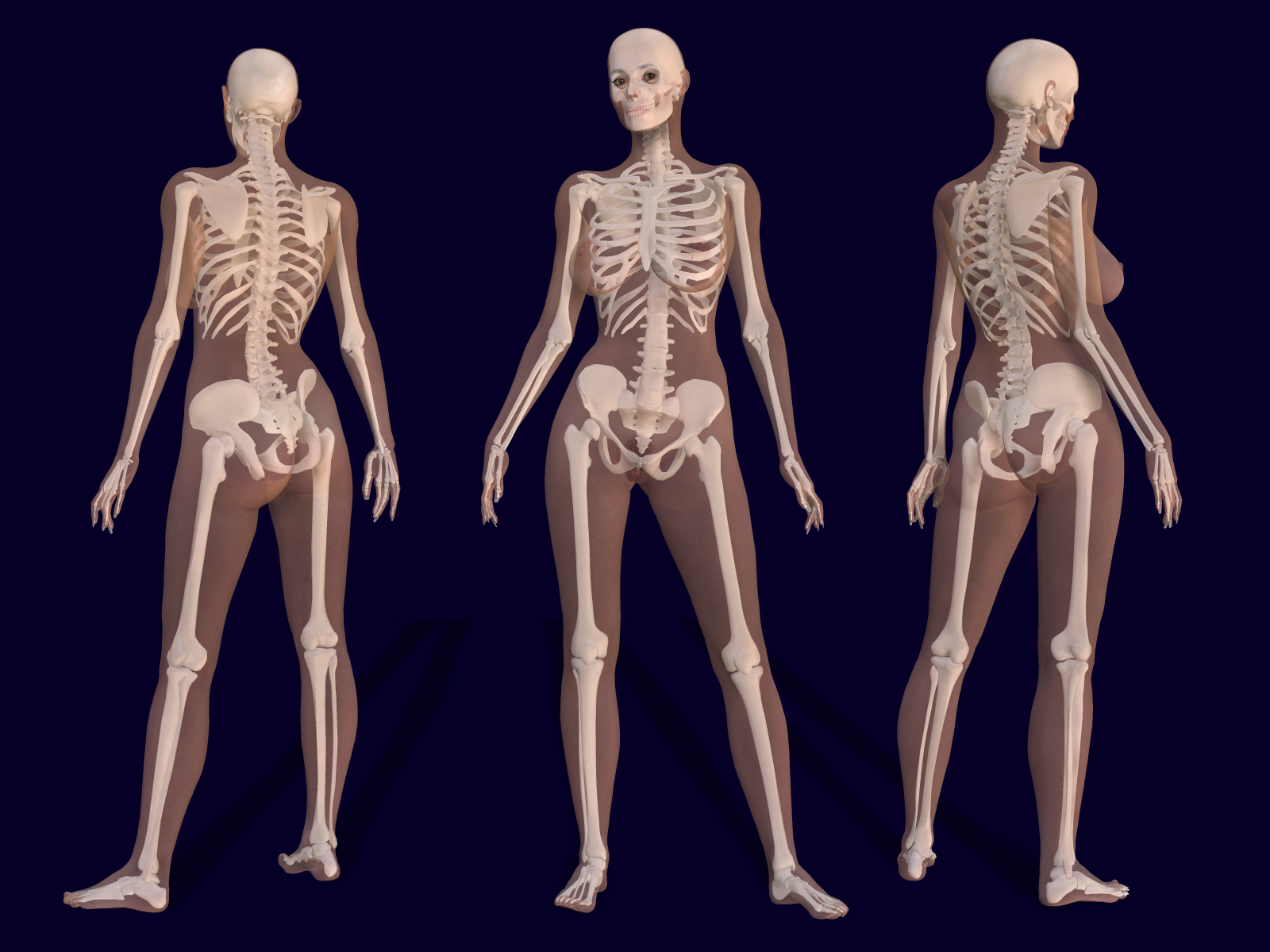
« Esqueletos femeninos ». Bernhard Ungerer, 2008

- "La mort selon Leibniz", París: Thanatologie, n° 83-84, 1990. La muerte según Leibniz.
- "Comment se pose rationnellement le problème de la vie après la mort", Thanatologie, n° 87-88, novembre 1991. El más allá.
- "La mort selon Steiner", Thanatologie, n° 89-90, avril 1992. La muerte según  Rudolf Steiner.
- "La mort selon Platon", Thanatologie, n° 97-98, avril 1994. La muerte según Platón.
- "La mort selon Descartes", Études sur la mort, París: Presses Universitaires de France (PUF), n° 114, 1998, p. 97-112. La muerte según Descartes.
- 23 articles in Philippe Di Folco (dir.), Dictionnaire de la mort, París: Larousse, coll. "In Extenso", 2010. “Astrología”, “Descartes”, “doppelgänger”, “Epicuro”, “esoterismo”…
- "Les méthodes des grands phılosophes", Ovadia, coll. "Chemıns de pensée", 2012, 331 p.
- La vie après la mort, Bouquins, "La collection", 2021, 1184 p. (avec Élisabeth Andrès et Gilbert Pons). ISBN 9-782221-131206

## Obras traducidas al español
- Diccionario del esoterismo (1983), Madrid: Alianza editorial, « El libro de bolsillo », n° 1237, 1987, 449 págs.
- ¿Qué es el esoterismo?: Las doctrinas metafísicas y sus máximos exponentes en la historia (1990),  México: Editorial Diana, 2001, 446 págs.
- Filósofos: vida íntima (2004), Valencia: Editorial Diálogo, 2008, 239 págs.